# Sullivan Fortner

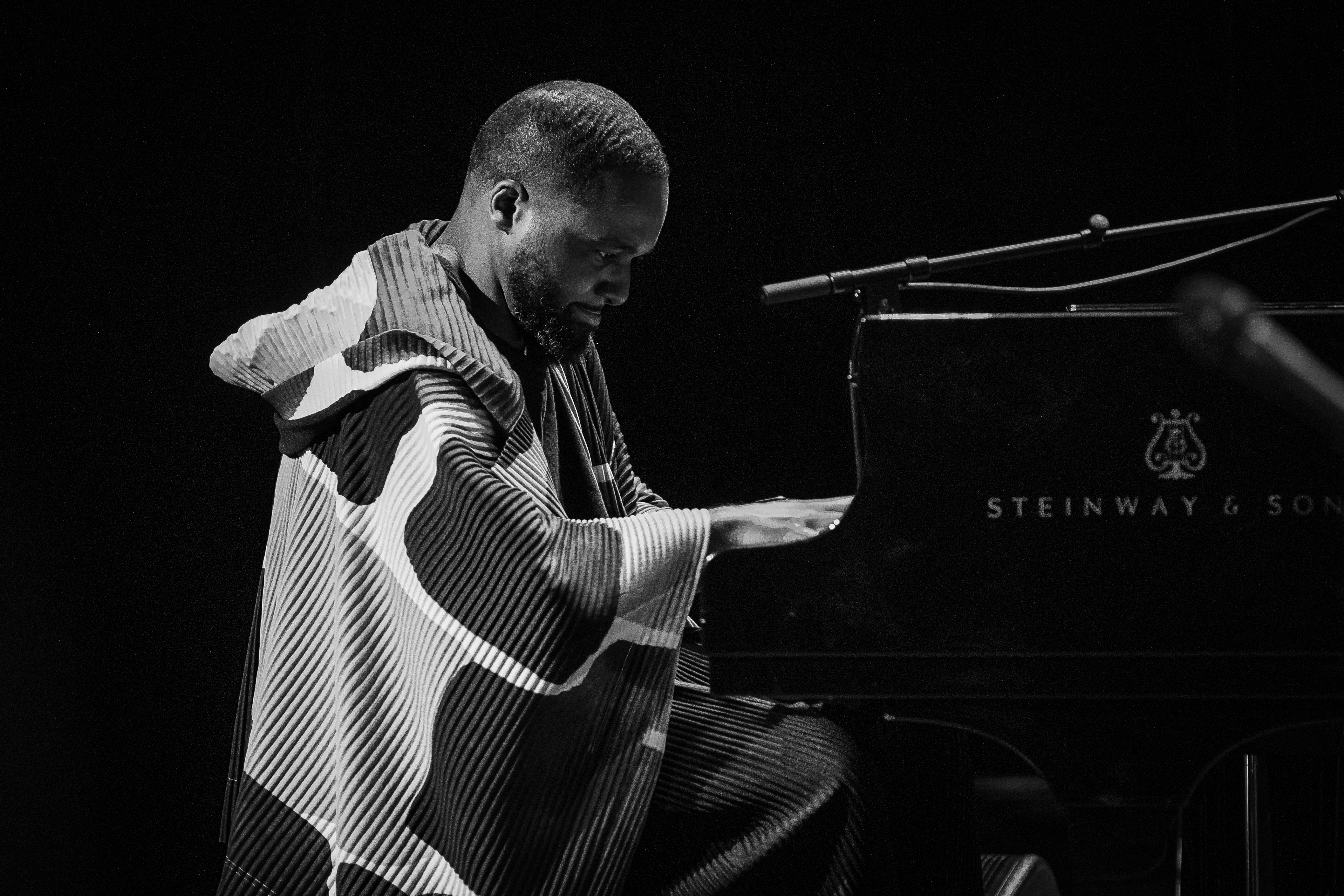
Sullivan Fortner auf der Bühne in Kongsberg Musikkteater, Kongsberg 2024
Foto von Tore Sætre

Sullivan Joseph Fortner (* 29. Dezember 1986 in New Orleans) ist ein amerikanischer Jazzmusiker (Piano, auch Keyboards, Hammond B3, Moog, Vocoder, Celesta, Perkussion, Komposition). Er zählt zu den herausragenden Pianisten seiner Generation.

## Leben und Wirken
Fortner, der in New Orleans aufwuchs, begann mit vier Jahren, inspiriert durch die Kirchenmusik, auf dem Piano zu spielen. Er studierte bis zum Bachelor-Abschluss am Oberlin Conservatory of Music, um dann sein Masterstudium an der Manhattan School of Music zu absolvieren. Seine Lehrer Jason Moran und Fred Hersch erkannten früh sein Ausnahmetalent.
2009 gehörte Fortner zur Band von Stefon Harris. Dann wirkte er sieben Jahre lang im Quintett von Roy Hargrove; zudem unterstützte er dessen Saxophonisten Justin Robinson im Aufnahmestudio. Er arbeitete weiterhin mit Nicholas Payton, Billy Hart, Gary Bartz, Marcus Belgrave, Peter Bernstein (What Comes Next), Dave Liebman, Lage Lund, Cécile McLorin Salvant (Ghost Song), Yotam Silberstein, Aaron Seeber, Nick Hempton und Jacques Schwarz-Bart (The Harlem Suite). Er ist auch auf Alben von Etienne Charles (Kaiso, 2011), Donald Harrison, Melissa Aldana (12 Stars), Bruce Harris (Soundview) und Theo Croker (The Fundamentals, Afro Physicist) zu hören. Paul Simon engagierte ihn für sein Album In the Blue Light. Insbesondere als Begleiter von Cécile McLorin Salvant zeigte er sich, so die Kritik, einfühlsam und überraschte mit seiner Kreativität, seinem Humor und seinem spielerischen Naturell.
2015 gründete Fortner ein eigenes Quartett, zu dem neben dem Saxophonisten Tivon Pennicott der Bassist Ameen Saleem und der Schlagzeuger Jeremy Clemons gehörten. Sein Quartett, das bereits mehrfach in Europa spielte, begleitete die Sängerin Roberta Gambarini im Herbst 2016. 2023 legte er ein Doppelalbum mit Soloaufnahmen vor.

## Preise und Auszeichnungen
Fortner gewann 2015 die Cole Porter Fellowship in Jazz der American Pianists Association. Beim Down Beat Critics Poll 2020 wurde er Sieger als Rising Star in der  Kategorie Arrangeur des Jahres.
2019 gewann er seinen ersten Grammy Award als Begleitmusiker auf dem Album The Window von Sängerin Cécile McLorin Salvant. 2025 bekam er die Auszeichnung zusammen mit Samara Joy für den Song Twinkle Twinkle Little Me. Im selben Jahr war sein eigenes Album Solo Game als bestes Jazz-Instrumentalalbum nominiert. Zwei weitere Nominierungen bekam er für weitere Zusammenarbeiten mit McLorin Salbant bzw. Kurt Elling.

## Diskographische Hinweise

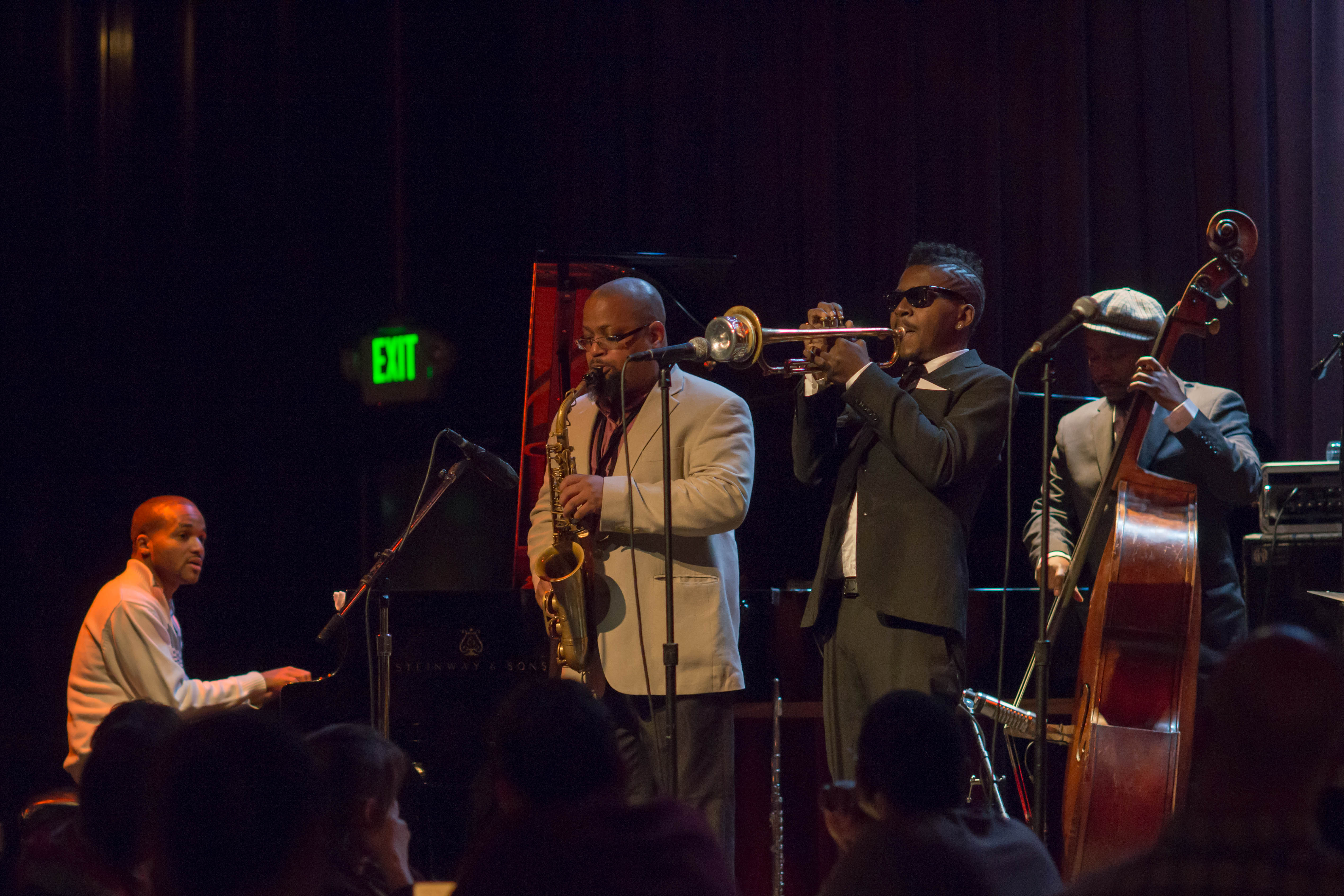
Sullivan Fortner (links) mit dem Roy Hargrove Quintet im Dimitriou's Jazz Alley (2013), mit Justin Robinson (Saxophon) und Ameen Saleem (Kontrabass)

- Aria (Impulse! 2015, mit Tivon Pennicott, Aidan Carroll, Joe Dyson Jr.)[12]
- Moments Preserved (Impulse! 2018, mit Ameen Saleem, Jeremy „Bean“ Clemons sowie Roy Hargrove)
- Solo Game (Artwork Records, 2023)[13]
- Southern Nights (Artwork Records, 2025, mit Peter Washington, Marcus Gilmore)[14]

als Sideman
- Guilhem Flouzat: A Thing Called Joe (Sunnyside Records 2017)
- Rufus Reid: It’s the Nights I Like (Sunnyside 2023)